# Адашев, Раджаб Халимович
Раджа́б Хали́мович Ада́шев (р. 15 июля 1944, Ургутский район Самаркандской области) — советский и узбекский актёр театра и кино, Народный (2010) и Заслуженный артист Узбекистана (1997).

## Биография
После школы Раджаб Адашев работал в строительных организациях и в свободное время играл в Ургутском народном театре. В 1964 году он стал актёром студии киноактёра «Узбекфильма», а в 1970 года окончил Ташкентский театрально-художественный институт им. Островского (актёрский факультет). За свою актёрскую карьеру снялся более чем в шестидесяти фильмах.

## Награды и премии
- Приз за лучшую мужскую роль в фильме «Абдулладжан, или Посвящается Стивену Спилбергу» (1993)
- Заслуженный артист Республики Узбекистан (1997)[1]
- Народный артист Республики Узбекистан (2010)[2]
- Орден «Дустлик» (2021)[3]

## Фильмография
1. 1965 — Родившийся в грозу — актёр труппы
2. 1966 — Тайна пещеры Каниюта
3. 1966 — Белые, белые аисты — эпизод
4. 1969 — Возвращайся с солнцем — Кудрат
5. 1969 — Всадники революции — красноармеец
6. 1968 — Красные пески — курсант
7. 1969 — Завещание старого мастера — Саидмурад
8. 1971 — Под палящим солнцем — Кувандык
9. 1971 — Здесь проходит граница — раненый
10. 1971 — Без страха — Юсуп
11. 1972 — Седьмая пуля
12. 1972 — Семург — жених
13. 1973 — Побег из тьмы — Рахим
14. 1973 — Чинара — Суюнов, парторг
15. 1973 — Анор — Турабжан
16. 1973 — Испорченный праздник (киноальманах «Поклонник»)
17. 1974 — Главный день — Сатты
18. 1975 — Огненный берег — Фахри
19. 1975 — Седьмой джин — вор Болта
20. 1975 — Старый трактор — Ураз
21. 1976 — Как Хашим был большим — Незнай
22. 1976 — Цирк под минаретами — Адаш
23. 1977 — Секрет долголетия — завхоз
24. 1978 — Хорезмская легенда — Масхарабоз
25. 1978 — Любовь и ярость
26. 1979 — Путешествие достойных — учитель
27. 1979 — Телохранитель — Уташ Ахмад-додхо
28. 1979 — Приключения Али-Бабы и сорока разбойников — разбойник
29. 1979—1984 — Огненные дороги
30. 1981 — Приказ: огонь не открывать — Кукенбаев
31. 1981 — Вот вернулся этот парень — водитель
32. 1981 — Золотое руно
33. 1982 — Акмаль, дракон и принцесса — милиционер Нуриев
34. 1983 — Уроки на завтра — учитель
35. 1983 — Наш внук работает в милиции
36. 1983 — Новые приключения Акмаля — милиционер Нуриев
37. 1984 — Дневник, письмо и первоклассница — артист передвижного цирка
38. 1984 — Невеста из Вуадиля
39. 1985 — Последняя инспекция
40. 1986 — Объятые мечтой — мулла
41. 1986 — Хромой дарвещ — путеводитель
42. 1987 — Смысл жизни — Мироб
43. 1988—1989 — Заповедный холм — Нартай, отец Салиджана
44. 1989 — Невероятный случай — водитель автобуса
45. 1989 — Вождь на одну смену
46. 1990 — Убийца поневоле
47. 1991 — Абдулладжан, или Посвящается Стивену Спилбергу
48. 1991 — По закону джунглей
49. 1998 — Маленький лекарь
50. 1998 — Очаровательная малышка с золотым сердцем
51. 1999 — Белый танец
52. 2000 — Кичкина табиб — Машраб
53. 2000 — Алпомыш
54. 2000 — Десант
55. 2000 — «Беш кисмат» — Норим
56. 2002 — Мальчики в небе
57. 2003 — Великан
58. 2004 — Бог — милиционер
59. 2004 — Ходжа Насреддин и Азраил — Ходжа Насреддин
60. 2004 — Мальчики в небе-2
61. 2007 — Пўшт, арава — Асрер
62. 2007 — Богатенький — ота
63. 2008 — Новый бай — Халмат-ака
64. 2008 — «Дил пайванди» — Махмуд Раис
65. 2008 — «Амакиваччалар» — ота
66. 2008 — «Шатранж мамалакатидаги саргузаштлар» — Эртакчи
67. 2009 — «Саёхатлар»
68. 2009 — «Қалдирғочлар яна қайтади» — врач Фишер
69. 2009 — «Уйланиш »— Жахонгир
70. 2009 — «Шаҳарлик олифталар» — Раис
71. 2009 — «Чемпионлик орзуси» — Ўқитувчи
72. 2011 — На солнечной стороне улицы — Хикмат
73. 2014 — Удар (фильм) — Эргаш-ака